# Disco Dancer
Disco Dancer – bollywoodzki film z 1982 roku wyreżyserowany przez Babbara Subhasha. W tytułowej roli wystąpił Mithun Chakraborty. Film w swoim czasie stał się kultowy w Rosji i Turcji. Szczególną popularnością cieszyła się piosenka Jimmy Jimmy Jimmy Aaja, kopia francuskiej piosenki T'es OK! (angielska wersja You're OK) śpiewana przez francuski pop duet Ottawan.

## Fabuła
12-letni Anil (Master Chhotu) z wujem Raju (Rajesh Khanna) tańcem i śpiewem zarabiają na życie na ulicach Bombaju. Chłopiec marzy, by głosem cieszyć ludzi tak, jak jego nieżyjący ojciec. Gdy pewnego dnia Raju wyjeżdża do wsi do chorej matki, Anil i jego matka (Gita Siddharth) okazują się bezbronni wobec gniewu bogacza Oberoia. Pobici, upokorzeni, oskarżeni niesłusznie o kradzież. Matka po wyjściu z więzienia spotyka się ze wzgardą sąsiadów ze slumsów. Napiętnowani jako złodzieje Anil z matką opuszczają Bombaj. Rozżalony Anil przysięga, że kiedyś wyrówna rachunki z miastem, w którym skrzywdzono jego matkę.
Gdy dorasta zdarza się dogodny moment ku temu. David Brown (Om Puri), impresario syna Oberoia Sema wzburzony okazaną mu pogardą, postanawia wylansować nową gwiazdę tańca i śpiewu. Tytuł króla Disco Dancer przypada teraz Anilowi. Sławnemu teraz w Bombaju jako Jimmy (Mithun Chakraborty).

## Obsada
- Mithun Chakraborty ... 	Anil
- Kim	 ... 	Rita Oberoi
- Kalpana Iyer	 ... 	Nikki Brown
- Om Puri	 ... 	David Brown
- Gita Siddharth	 ... 	Radha

## Piosenki
Muzyka – Bappi Lahiri.
- Goro Ki Na Kalo Ki – Suresh Wadkar, Usha Mangeshkar
- Auva Auva: Koi Yahan Nache – Usha Uthup, Bappi Lahiri)
- Ae Oh Aa Zara Mudke – Kishore Kumar
- Krishna Dharti Pe Aaja Tu – Nandu Bhende
- I Am A Disco Dancer – Vijay Benedict
- Jimmy Jimmy Jimmy Aaja – Parvati Khan
- Yaad Aa Raha Hai – Bappi Lahiri